# Anatolij Petrov
Anatolij Petrov (russisk: Анатолий Алексеевич Петров) (født 15. september 1937 i Moskva i Sovjetunionen, død 3. marts 2010 i Moskva i Rusland) var en sovjetisk filminstruktør.

## Filmografi
- Poligon (Полигон, 1977)[2][3]